# 세바스티앙 (포르투갈)
세바스티앙 1세(Sebastião I, 1554년 1월 20일 - 1578년 8월 4일)는 아비스 왕조 포르투갈 왕국의 왕(재위: 1557년 - 1578년). 별명은 대망왕(o Desejado).
주앙 3세의 5남 주앙 마누엘과 에스파냐 왕 카를로스 1세(신성 로마 제국의 황제 카를 5세)의 딸 후아나의 소생. 아버지 주앙 마누엘의 어머니 카타리나는 카를로스 1세의 여동생, 어머니 후아나의 어머니 이사벨은 주앙 3세의 여동생이며, 세바스티앙의 부모는 부계와 모계 쌍방에서 사촌남매의 관계에 있었다.

## 생애
조부 주앙 3세(João III)에게는 많은 아들이 있었지만, 세바스티앙의 아버지 주앙 마누엘(João Manuel)을 포함해 전원이 앞서 사망해 세바스티앙은 아버지 주앙이 죽은 지 18일 뒤 탄생하였다. 광장에 몰려든 군중에게 왕자의 탄생을 알렸을 때, 군중은 왕자의 탄생에 환희하며 축복하였다. 후아나에게 남아가 탄생하지 않으면, 에스파냐 왕 펠리페 2세의 아들 돈 카를로스에게 포르투갈 왕위가 옮겨질 가능성이 있었기 때문에 세바스티앙의 탄생은 국민에게 바람직하여 「대망왕」이라고 애칭되었다. 태어난 왕자는 1월 28일 영세하여, 생일의 성인 성 세바스티아누스를 기념하여 세바스티앙이라고 명명되었다. 세바스티앙의 탄생으로부터 4개월 후, 모후 후아나는 약혼시의 결정에 따라 모국 에스파냐로 돌아갔다.
1557년에 주앙 3세가 승하한 후 세바스티앙이 3세의 나이로 즉위, 조모 카타리나가 섭정으로서 세바스티앙을 후견하였다. 1562년으로부터 1568년까지는 대숙부인 추기경 돈 엔히크가 섭정을 맡았다. 1562년에 소집된 코르테스는 세바스티앙에게 결혼을 요청, 백부인 에스파냐 왕 펠리페 2세의 딸 이사벨 클라라 에우헤니아와의 약혼이 결정되었다.
담력 있고, 모험심이 풍부했기 때문에 세바스티앙은 「기사왕」이라고도 불린다. 그러나, 정서가 불안정하고 허영심이 강한 성격의 소유자이기도 하여, 타인의 의견을 거의 경청하지 않았다. 자신에게 아첨해, 듣기 좋은 의견을 말하는 인물에게만 친밀한 태도를 보였다. 11세 때에 바탈랴를 방문한 세바스티앙은 주앙 2세의 무덤을 파내고 사체를 세워 놓고는 「그야말로 왕의 책무를 가장 잘 완수한 인물이다」라고 말하였다.
세바스티앙은 수렵과 승마에 빠져 국정에는 관심을 기울이지 않아, 정무의 실권은 엔히크 추기경과 그 측근들에게로 옮겨 갔다. 가정교사인 예수회의 카마라 신부, 아시아 · 아프리카를 전전한 경력이 있는 부적역의 돈 아레이죠는 세바스티앙에게 강한 영향을 주었다. 14세가 된 세바스티앙은 친정을 실시하지만, 유소년기부터 전쟁과 종교에 이상할 정도의 흥미를 보이고 있었다. 조부인 주앙 3세와 카를로스 1세, 백부인 펠리페 2세라는 유럽 대국의 군주들을 둔 탓에 세바스티앙은 자기 자신도 위대한 왕이 되는 운명을 결정할 수 있다고 믿으며 성장해갔다.
해를 거침에 따라, 세바스티앙의 내면에는 십자군을 실시하고자 하는 소망이 강해져 갔다. 주앙 3세는 고액의 유지· 방위비를 필요로 하는 모로코의 도시 대부분을 방폐하였지만, 세바스티앙은 이러한 도시들의 회복을 바랐다. 세바스티앙이 세운 원정의 구상은 대담하였지만 계획, 전략, 퇴각에 대해서는 고려되지 않고, 그는 그러한 요소들을 겁쟁이의 생각이라 일축하였다. 전비를 염출하기 위하여 국민과 교회에 무거운 부담이 지워지자, 외국상인들로부터 고액의 군자금을 차입하였다. 1574년에 세바스티앙은 사아드 아킴 지배하의 모로코에 처음으로 상륙해, 3개월간 머물었지만 전투는 발생하지 않았다. 귀국후 세바스티앙은 원정의 준비를 재개해, 백부 펠리페 2세에 지원을 요구하였지만, 원조는 얻을 수 없었다. 세바스티앙과 회견한 펠리페는 원정의 결과를 불안하게 여기어, 일찍이 결정한 결혼의 연기를 요청하였다.
아브 마르완 압드 알 말리크 1세에 의해서 모로코의 왕위를 빼앗긴 아브 압둘라 무하마드 2세가 포르투갈에 지원을 요청하자, 1578년 여름 세바스티앙은 용병을 포함한 약 15,000명의 병사를 인솔해 다시 모로코에 상륙한다. 세바스티앙의 군대는 통제를 취할 수 없고, 규율이 부족하였다. 1578년 8월 4일에 알 크사르 알 카비르 전투로 포르투갈군은 이슬람군과 교전해, 포르투갈 사상 최대의 참패를 당하였다. 세바스티앙은 전사하였지만, 사체는 발견되지 않았다. 모로코 원정에 소요된 전비는 세입의 반에 이르러, 국가는 막대한 손실을 입었다. 또, 세바스티앙은 24세의 젊은 나이로 죽을 때까지 독신으로 왕비 후보자를 모두 거절해왔기 때문에, 적자는 없었다.

## 정책
세바스티앙 1세가 친정을 맡고 있던 기간의 대부분, 포르투갈 국내는 안정된 상태에 있어, 대규모 정치 개혁은 행해지지 않았다. 신앙 · 교회에 관련하는 법령이 많이 제정되어 포르투갈 본토와 식민지의 새로운 교구의 설치, 종교재판소의 권한의 강화 등이 실시되었다.
주앙 3세가 승하하여 세바스티앙이 즉위한 후도, 포르투갈의 해외 영토는 확장을 지속하였다. 1559년에 포르투갈군은 인도 서해안의 다만의 재정복에 성공한다. 1567년에 브라질 총독 Mem de Sa가 남아메리카의 리우 데 자네이루 만에서 프랑스군을 격퇴, 요새를 점령한다. 요새는 식민지로 재건되어 후의 리우 데 자네이루로 발전한다. 1570년에는 앙골라의 식민지화를 개시하였다. 1562년에 모로코, 1570년에 인도의 고아, 체울이 공격을 받지만, 방위에 성공하였다.

## 세바스티앙주의
1580년으로부터 포르투갈은 에스파냐의 지배하에 놓여져 곤궁해진 민중은 구세주의 출현을 열망하고 있었다. 1530년에 신발 가게의 반다라가 쓴 숨은 왕이 민중을 해방한다는 예언시에 세바스티앙을 적용시켜 세바스티앙은 전사하고 있지 않고, 패배를 수치스럽게 여기어 모습을 감추고 있다고 믿게 된다. 민중은 세바스티앙의 귀국을 믿어 각지에 세바스티앙을 사칭하는 자들이 다수 나타났다.
세바스티앙주의(메시아 대망론)는 에스파냐 지배를 끝내는 민중의 반란의 원동력이 되어, 브라간사 왕조의 정통성을 강화하기 위해서 이용되었다.

## 같이 보기
- 호시우역

## 참고 문헌
- 아베 신온 「파란만장의 포르투갈사」(태류추천도서, 태류사, 1994년 7월)
- 금7기남 「세바스티앙」 「세계 전기 대사전세계편」5권수록(구오바라 다케오편, 호루푸출판, 1980년 12월)
- 금7기남 「그림 해설 포르투갈의 역사」(올빼미의 책, 카와이데 쇼보 신사, 2011년 5월)
- A. H. 데 올리베라 마르케스 「포르투갈」2(금7기남 역, 세계의 교과서=역사, 호루푸출판, 1981년 11월)